# Pericles de Oliveira Ramos
Pericles de Oliveira Ramos (født 2. januar 1975) er en tidligere brasiliansk fodboldspiller.
Han har spillet for flere forskellige klubber i sin karriere, herunder Cerezo Osaka og Sagan Tosu.